# 空軍軍歌 (中華民國)

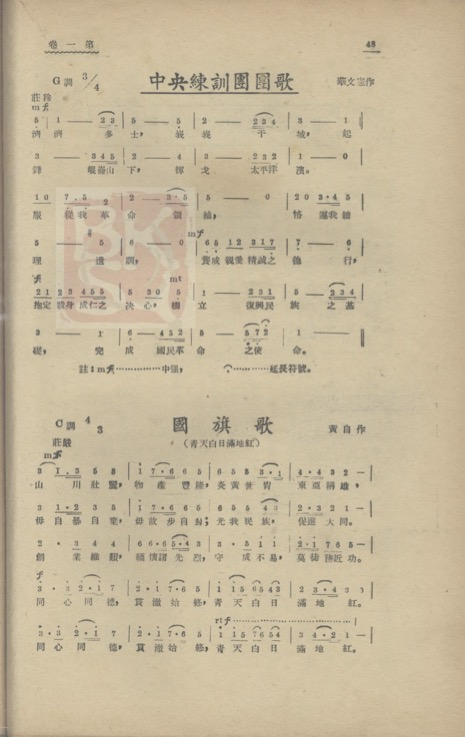
《中央训练团武汉分团团刊》1947年第1卷48页刊中央训练团团歌，歌词中也出现了昆仑山和太平洋滨。

《空軍軍歌》，是現行中華民國空軍的軍歌。

## 歷史
1946年，當時的空軍總司令周至柔將軍，希望訂製一套沒有殺伐氣，沒有時空環境限制，讓空軍官兵永遠愛唱的軍歌。 
當時空總政訓處主任簡樸，為了執行命令，特別組織了一個籌備小組，由政訓處第四科科長胡克敏少校負責承辦全部作業。這個小組首先公開徵求詞曲，但到了1946年底，應徵的數千件作品中，卻沒有一首讓總司令滿意的。
有一天，周總司令突然到政訓處，笑著說：「政訓處人才濟濟，求人不如求己，為什麼不先自己寫寫詞兒呢？」這一句話一語驚醒夢中人，簡樸主任茅塞頓開，當晚立即寫下了空軍軍歌，第二天呈給周總司令過目後，除第二段首句的「矢志為空軍」被改為現在的「盡瘁為空軍」外，周總司令大為滿意。 
這裡有段小插曲不能遺漏，當時負責全部事宜的胡克敏本身與作詞、作曲演唱毫無關係，卻是成就所有歌曲的靈魂人物。由於他跟劉雪庵私交很好，而這位名重一時的作曲家住在蘇州，胡克敏特別把他請到南京。飄逸、慷慨的劉雪庵，未要求任何代價，一口氣就答應下來。
劉雪庵的速度相當快，大約一星期完成一首曲子。每完成一首，即交由空軍樂隊等單位演練，周總司令都感到十分滿意，唯獨《西子姑娘》一曲，首先寫成的是三四拍華爾滋節奏的曲子，周總司令認為好聽不好唱，恐難流行，於是又譜出二四拍子探戈節奏的曲調。據說劉雪庵先生在創作空軍軍歌時，親自到機場跟著飛行員一起生活數月，每天聽著發動機的聲音，從起飛到高空，譜出了這首非常雄偉輕快的空軍軍歌，讓人感受到飛行員發動飛機遨翔祖國河山，守護領空的畫面。

## 歌詞
| 歌詞原文 |
| --- |
| 凌雲御風去，報國把志伸。 遨遊崑崙上空，俯瞰太平洋濱。 看五嶽三江雄關要塞，美麗的錦繡河山，輝映著無敵機群。 緬懷先烈莫辜負創業艱辛，發揚光大尤賴我空軍軍人。 同志們努力，努力，矢勇矢勤，國祚皇皇萬世榮。 |
| 盡瘁為空軍，報國把志伸。 哪怕風霜雨露，只信雙手萬能。 看鐵翼蔽空馬達齊鳴，美麗的錦繡河山，輝映著無敵機群。 我們要使技術發明日日新，我們要用血汗永固中華魂。 同志們努力，努力，同德同心，國祚皇皇萬世榮。 |

## 外部連結
- 中華民國軍歌「空軍軍歌」（页面存档备份，存于），Youtube